# Obléhací tábor před Novým hradem u Kunratic
Obléhací tábor před Novým hradem v Kunraticích v Praze byl vybudován v Kunratickém lese přibližně 140 metrů východně od hradu. Areál je chráněn jako nemovitá kulturní památka České republiky.

## Historie
Václav IV. zemřel na Novém hrádku u Kunratic 16. srpna 1419. V polovině prosince 1420 byl hrad obležen pražany a 27. ledna 1421 dobyt a vypálen.

## Popis
Archeologické stopy po obléhání, valy a zbytky zemnic, jsou v terénu dobře patrné. Obléhací tábor vznikl východně od hradu na ostrožně, kde byl opevněn valem s příkopem. Stejné opevnění vzniklo také na opačné straně, kde bylo dvojité opevnění zesíleno čtyřmi baštami. Na ploše mezi valy se nacházela jednoduchá dřevěná obydlí na způsob zemnic.
Převážná většina terénních pozůstatků se nachází na rovinatém zalesněném vrcholovém platu ostrohu. Pásy zemního opevnění ve dvou místech přepažují ostroh a ohraničují lichoběžnou plochu tábora o rozloze přibližně 2,4 hektaru. Hustě rozmístěné jámy obdélného, kruhového a protáhlého půdorysu uvnitř této plochy jsou většinou uspořádány v řadách přibližně od jihu k severu a je jich evidováno přes 200. Z ohrazené plochy na straně proti hradu vybíhá úzký, asi 90 metrů dlouhý žlab, pozůstatek přibližovacího příkopu obléhatelů.
Dva mohutné zemní valy s mezilehlým příkopem v západní příčné linii opevnění jsou přibližně 1,5 metru vysoké a v patě 4 metry široké; oba valy jsou v ose ostrohu proříznuty novodobou cestou.
Dva valy s mezilehlým příkopem na opačné východní linii mají délku přibližně 190 metrů. Vnitřní val je mohutnější, několikrát mírně zalomený, v patě široký 5 metrů a vysoký 1,5 metru. Vnější val je nižší a užší, vysoký je 0,5 metru a v patě široký 1,2 metru; ve čtyřech místech vytváří pravoúhlé útvary – bašty (lze je pokládat za postavení lafetovaných zbraní).

## Archeologický průzkum
V letech 1952 a 1953 zde proběhl rozsahem nevelký archeologický výzkum pod vedením Zoroslavy Drobné z Národního muzea.